# Binnenmolen (Merchtem)
De Binnenmolen is een watermolen in de Vlaams-Brabantse plaats Merchtem, gelegen aan de Reedijk 18A.
Deze watermolen op de Grote Molenbeek fungeerde als korenmolen.

## Geschiedenis
Al in 1269 was sprake van een watermolen op deze plaats. Aanvankelijk een banmolen van de Hertogen van Brabant werd het in de 14e eeuw een banmolen van de heren van Merchtem, de familie Pipenpoy.
In 1689 verloren de heren van Merchtem hun banrecht en werd de molen verkocht. In 1868 werd een stoommachine geplaatst maar de vuur- en watermolen werkte daarnaast ook op waterkracht. In 1902 werd het inpandige waterrad vervangen door een Francisturbine.

## Gebouw
De watermolen heeft een 17e-eeuwse kern maar werd in de 19e en 20e eeuw gewijzigd en met één verdieping verhoogd. Het gebouw is in gebruik als café-restaurant. De turbine en enkele steenkoppels zijn nog aanwezig.
- Inventaris van het Bouwkundig Erfgoed (Vlaanderen): 40283